# Thános Plévris
Athanasios "Thanos" "Thános" Plévris, né le 21 mai 1977 à Athènes (Grèce), est un avocat et homme politique grec.

## Situation personnelle

### Origines
Thános Plévris naît le 21 mai 1977 à Athènes dans le district régional d’Athènes-Centre en périphérie d’Attique.
Il est diplômé de la faculté de droit de l'université d'Athènes et titulaire d'un master de l'université de Heidelberg. Il soutient sa thèse de doctorat à la faculté de droit de l'université d'Athènes en 2006.

### Parcours politique
Thános Plévris commence sa carrière politique au sein du parti d'extrême droite Alerte populaire orthodoxe (LAOS). Entre 2007 et 2012, Plévris participe aux commissions parlementaires de la Justice, de la Révision constitutionnelle. En 2009, il est élu député européen sous l'étiquette du LAOS. Il siège aux commissions de la Sécurité et des Pétitions.
Il est membre du Parlement grec depuis 2019, élu sous la bannière du parti de centre-droit Nouvelle Démocratie.
Il est nommé ministre de la Santé en août 2021 par le Premier ministre Kyriákos Mitsotákis. Sa nomination, qui intervient pendant la pandémie de Covid-19, vise selon les analystes à amadouer les militants antivaccins, dont les chefs de file sont également issus de cette mouvance politique. La communauté juive s’est tout particulièrement indignée de son entrée au gouvernement en raisons de propos antisémites.
En juin 2025, Thános Plévris est nommé ministre de l'Immigration et de l'Asile, afin de remplacer Mavroudis Voridis, qui démissionne à la suite d'allégations de fraude aux subventions agricoles européennes,,.

## Prises de position
Prônant une politique migratoire « dure », il déclare en 2011 que « la sécurité des frontières ne peut exister s'il n'y a pas de victimes et, pour être clair, s'il n'y a pas de morts ». Il décrit ses valeurs comme nationalistes et religieuses.
Il s'est également illustré par des propos antisémites. Parlant d'Auschwitz, il a déclaré se demander « s’il n’était pas effectivement permis d’exterminer quelqu’un ».

## Détail des mandats et fonctions

### Au gouvernement
- Depuis le 31 août 2021 : ministre grec de la Santé.